# اختبار مربع كاي

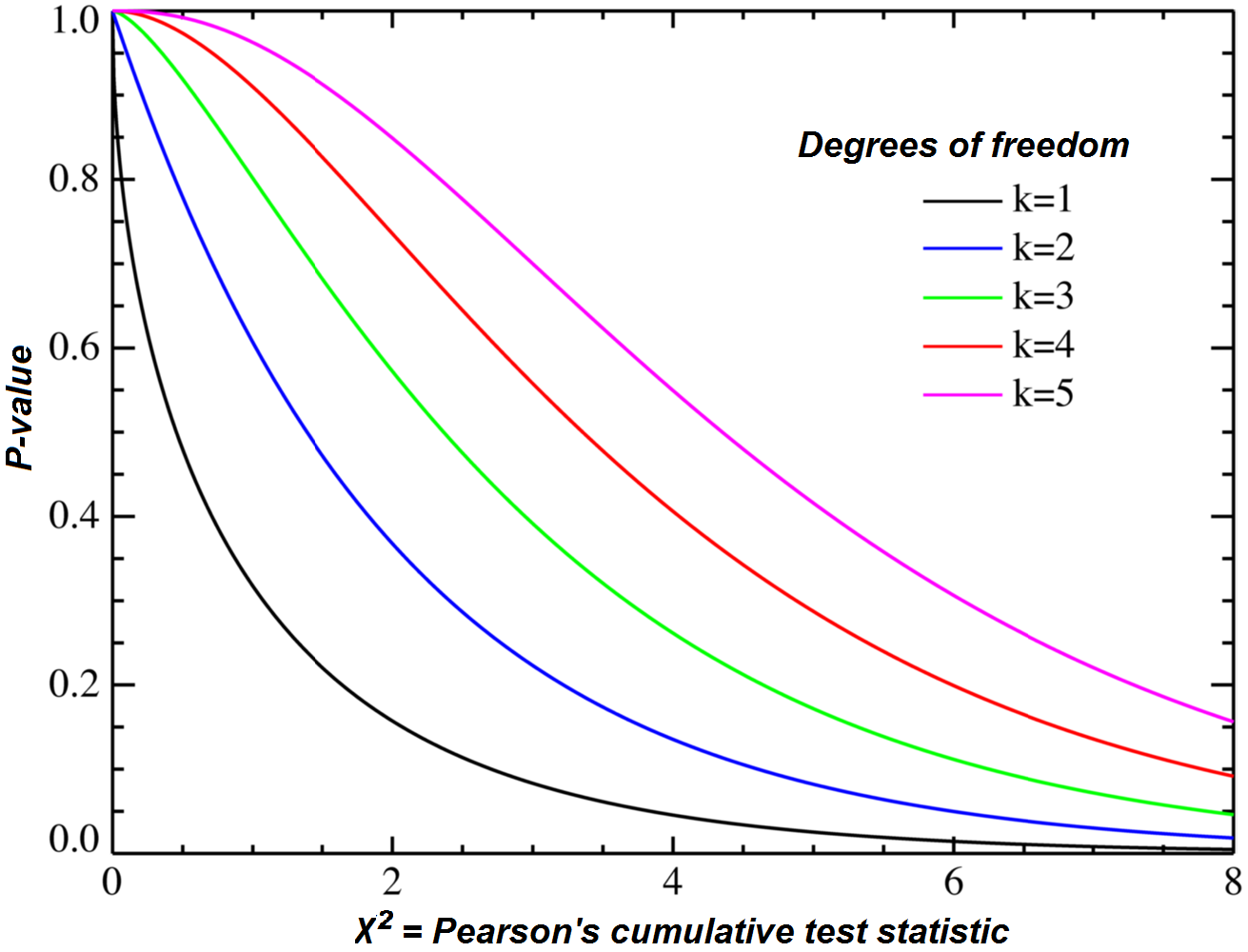
شكل بياني يوضح مربع كاي

اختبار مربع كاي هو الصيغة المختصرة أيضاً لاختبار مربع كاي لبيرسون.
اختبار مربع كاي يطلق عليه أيضاً اختبار كاي المربع أو  اختبار {\displaystyle \chi ^{2}}، وهو اختبار فرضيات إحصائي يكون فيه توزيع عينات إحصائيات الاختبار هو توزيع لمربع كاي، فعندما تكون فرضية العدم صحيحة، أو أي عنصر متقارب صحيحًا، بمعنى أن توزيع العينة (إذا كانت فرضية العدم صحيحة) يمكن أن تجرى وفقًا لأقرب توزيع لمربع كاي، بالقرب الأمثل لجعل حجم العينة كبيرًا بما فيه الكفاية.
بعض الأمثلة على اختبارات مربع كاي عندما يكون توزيع مربع كاي صحيحًا فقط بشكل تقريبي:
- يعرف اختبار مربع كاي لبيرسون أيضًا باسم اختبار جودة التوفيق أو اختبار مربع كاي للاستقلال عندما يكون مذكورًا دون أي سياق أو بدون معدلات أخرى، عادة ما يفهم أنه (الاختبار الدقيق الذي يستخدم بدلاً من {\displaystyle \chi ^{2}}، انظر اختبار فيشر الدقيق).
- تصحيح ييتس للاستمرارية، يُعرف أيضًا باسم اختبار كاي لمربع ييتس.
- اختبار كوكران-مانتل-هينزل لمربع كاي.
- اختبار ماكنيمار، يستخدم في بعض القوائم 2 × 2 مع الاقتران
- اختبار مربع كاي للاقتران الخطي-الخطي
- اختبار الفرضية portmanteau في تحليل السلاسل الزمنية، يختبر وجود الترابط التلقائي
- اختبارات نسبة الاحتمال وهو اختبار في النمذجة الإحصائية العامة، لاختبار ما إذا كان هناك دليل على ضرورة الانتقال من نموذج بسيط إلى نموذج آخر أكثر تعقيدًا (حيث يكون النموذج البسيط متداخلاً مع النموذج المعقد).

وتوجد حالة واحدة يكون فيها توزيع الاختبار الإحصائي صحيحًا تمامًا فإن توزيع مربع كاي هو الاختبار الحقيقي الذي يكون فيه تغير التوزيع الطبيعي للسكان له قيمة معينة على أساس تغير العينة. وهذا الاختبار ليس شائعًا في الممارسة العملية لأن قيم فرق الاختبار المقابل نادرًا ما تكون معروفة تمامًا.

## خصائص توزيع مربع كاي
1- انه توزيع غير متماثل.
2- انه توزيع غير معرف في الجزء السالب من المستوى.
3- انه توزيع يبداء من الصفر ويستمر إلى مالانهاية.
1. انه توزيع ملتوٍ ناحية اليمين أي موجب الألتواء.

## مربع اختبار كاي لتباين السكان الطبيعي
إذا كان حجم العينة n المأخوذة من سكان لهم توزيع طبيعي، فإن النتيجة تكون معروفة تمامًا (انظر توزيع تباين العينة) الذي يسمح باختبار ما إذا كان التباين السكاني له قيمة محددة مسبقًا. على سبيل المثال، قد تكون عملية التصنيع في حالة مستقرة لفترة طويلة، مما يسمح لقيمة الفرق بأن تحدد أساسًا بدون أخطاء. لنفترض أن يجري اختبار متغير العملية، مما أدى إلى وجود عينة صغيرة من عناصر المنتج المتباينة التي سيتم اختبارها. إحصاء الاختبار T في هذه الحالة يمكن أن توضع في مجموع مربعات عن متوسط العينة، مقسومًا على القيمة الاسمية لهذه الفروق (أي فحص القيمة المخصصة). إذًا فإن T له توزيع مربع كاي مع n − 1 درجات الحرية. على سبيل المثال، إذا كان حجم العينة 21، ومنطقة القبول للمتغير T لمستوى الأهمية هي 5٪ هو الفاصل الزمني 9.59 حتى 34.17.

## وصلات خارجية
- Penn State's Chi Squared Explanation and example
- Chi-Squared Calculator from GraphPad
- Chi-Squared Test in QtiPlot
- Vassar College's 2×2 Chi-Squared with Expected Values